# Schansspringen op de Olympische Winterspelen
De olympische sportdiscipline schansspringen staat sinds de eerste editie van de Olympische Winterspelen in 1924 op het programma.
Samen met de olympische sportdisciplines alpineskiën, freestyleskiën, langlaufen, noordse combinatie en snowboarden wordt het  schansspringen georganiseerd door de Fédération Internationale de Ski (FIS) onder auspiciën van het Internationaal Olympisch Comité. 

## Edities
| Spelen | Jaar | Gaststad / Gastland                                                           | Plaats                                                                        | Accommodatie                                                                  | Datum                                                                         | Landen                                                                        | Sporters                                                                      | Sporters                                                                      | Sporters                                                                      | Ond.                                                                          | Winnaar medaillespiegel                                                       |
| Spelen | Jaar | Gaststad / Gastland                                                           | Plaats                                                                        | Accommodatie                                                                  | Datum                                                                         | Landen                                                                        | Totaal                                                                        | M                                                                             | V                                                                             | Ond.                                                                          | Winnaar medaillespiegel                                                       |
| ------ | ---- | ----------------------------------------------------------------------------- | ----------------------------------------------------------------------------- | ----------------------------------------------------------------------------- | ----------------------------------------------------------------------------- | ----------------------------------------------------------------------------- | ----------------------------------------------------------------------------- | ----------------------------------------------------------------------------- | ----------------------------------------------------------------------------- | ----------------------------------------------------------------------------- | ----------------------------------------------------------------------------- |
| XXV    | 2026 | Milaan en Cortina d'Ampezzo, Italië                                           | Predazzo                                                                      | Stadio del salto "Giuseppe Dal Ben"                                           | 6–22 februari                                                                 |                                                                               |                                                                               |                                                                               |                                                                               | 5                                                                             |                                                                               |
| XXIV   | 2022 | Peking, China                                                                 | Zhangjiakou                                                                   | Snow Ruyi National Ski Jumping Centre                                         | 5–14 februari                                                                 | 22                                                                            | 105                                                                           | 65                                                                            | 40                                                                            | 5                                                                             | Slovenië                                                                      |
| XXIII  | 2018 | Pyeongchang, Zuid-Korea                                                       | Pyeongchang                                                                   | Alpensia Jumping Park                                                         | 10–19 februari                                                                | 21                                                                            | 100                                                                           | 65                                                                            | 35                                                                            | 4                                                                             | Noorwegen                                                                     |
| XXII   | 2014 | Sotsji, Rusland                                                               | Krasnaja Poljana                                                              | RusSki Gorki                                                                  | 8–17 februari                                                                 | 20                                                                            | 100                                                                           | 70                                                                            | 30                                                                            | 4                                                                             | Duitsland Polen                                                               |
| XXI    | 2010 | Vancouver, Canada                                                             | Whistler                                                                      | Whistler Olympic Park                                                         | 12–22 februari                                                                | 18                                                                            | 68                                                                            | 68                                                                            | –                                                                             | 3                                                                             | Zwitserland                                                                   |
| XX     | 2006 | Turijn, Italië                                                                | Pragelato                                                                     | Stadio del Trampolino                                                         | 11–20 februari                                                                | 21                                                                            | 79                                                                            | 79                                                                            | –                                                                             | 3                                                                             | Oostenrijk                                                                    |
| XIX    | 2002 | Salt Lake City, Verenigde Staten                                              | Park City                                                                     | Utah Olympic Park Jumps                                                       | 10–13 februari                                                                | 22                                                                            | 73                                                                            | 73                                                                            | –                                                                             | 3                                                                             | Zwitserland                                                                   |
| XVIII  | 1998 | Nagano, Japan                                                                 | Hakuba                                                                        | Hakuba schansspringstadion                                                    | 11–17 februari                                                                | 19                                                                            | 68                                                                            | 68                                                                            | –                                                                             | 3                                                                             | Japan                                                                         |
| XVII   | 1994 | Lillehammer, Noorwegen                                                        | Lillehammer                                                                   | Lysgårdsbakken                                                                | 20–25 februari                                                                | 19                                                                            | 68                                                                            | 68                                                                            | –                                                                             | 3                                                                             | Duitsland                                                                     |
| XVI    | 1992 | Albertville, Frankrijk                                                        | Courchevel                                                                    | Tremplin du Praz                                                              | 9–16 februari                                                                 | 17                                                                            | 63                                                                            | 63                                                                            | –                                                                             | 3                                                                             | Finland                                                                       |
| XV     | 1988 | Calgary, Canada                                                               | Calgary                                                                       | Alberta Ski Jump Area                                                         | 14–24 februari                                                                | 19                                                                            | 65                                                                            | 65                                                                            | –                                                                             | 3                                                                             | Finland                                                                       |
| XIV    | 1984 | Sarajevo, Joegoslavië                                                         | Hadžići                                                                       | Igman Olympic Jumps                                                           | 12–18 februari                                                                | 17                                                                            | 65                                                                            | 65                                                                            | –                                                                             | 2                                                                             | Finland                                                                       |
| XIII   | 1980 | Lake Placid, Verenigde Staten                                                 | Lake Placid                                                                   | MacKenzie Intervale Ski Jumping Complex                                       | 17–23 februari                                                                | 16                                                                            | 55                                                                            | 55                                                                            | –                                                                             | 2                                                                             | Oostenrijk                                                                    |
| XII    | 1976 | Innsbruck, Oostenrijk                                                         | Seefeld in Tirol                                                              | Toni-Seelos-Olympiaschanze Bergiselschanze                                    | 7–15 februari                                                                 | 15                                                                            | 62                                                                            | 62                                                                            | –                                                                             | 2                                                                             | DDR                                                                           |
| XI     | 1972 | Sapporo, Japan                                                                | Sapporo                                                                       | Miyanomori-Schanze Ōkurayama-Schanze                                          | 6–11 februari                                                                 | 16                                                                            | 62                                                                            | 62                                                                            | –                                                                             | 2                                                                             | Japan                                                                         |
| X      | 1968 | Grenoble, Frankrijk                                                           | Autrans-Méaudre en Vercors Saint-Nizier-du-Moucherotte                        | Le Claret Dauphine                                                            | 11–18 februari                                                                | 17                                                                            | 66                                                                            | 66                                                                            | –                                                                             | 2                                                                             | Tsjecho-Slowakije                                                             |
| IX     | 1964 | Innsbruck, Oostenrijk                                                         | Seefeld in Tirol                                                              | Toni-Seelos-Olympiaschanze Bergiselschanze                                    | 31 januari – 9 februari                                                       | 15                                                                            | 57                                                                            | 57                                                                            | –                                                                             | 2                                                                             | Noorwegen                                                                     |
| VIII   | 1960 | Squaw Valley, Verenigde Staten                                                | Squaw Valley                                                                  | Papoose Peak Jump                                                             | 28 februari                                                                   | 15                                                                            | 45                                                                            | 45                                                                            | –                                                                             | 1                                                                             | Duitsland                                                                     |
| VII    | 1956 | Cortina d'Ampezzo, Italië                                                     | Pragelato                                                                     | Stadio del Trampolino                                                         | 5 februari                                                                    | 16                                                                            | 53                                                                            | 53                                                                            | –                                                                             | 1                                                                             | Finland                                                                       |
| VI     | 1952 | Oslo, Noorwegen                                                               | Holmenkollen                                                                  | Holmenkollenschans                                                            | 24 februari                                                                   | 13                                                                            | 44                                                                            | 44                                                                            | –                                                                             | 1                                                                             | Noorwegen                                                                     |
| V      | 1948 | Sankt Moritz, Zwitserland                                                     | Sankt Moritz                                                                  | Olympiaschanze                                                                | 7 februari                                                                    | 14                                                                            | 49                                                                            | 49                                                                            | –                                                                             | 1                                                                             | Noorwegen                                                                     |
| -      | 1944 | Toegekend aan Cortina d'Ampezzo, maar afgelast vanwege de Tweede Wereldoorlog | Toegekend aan Cortina d'Ampezzo, maar afgelast vanwege de Tweede Wereldoorlog | Toegekend aan Cortina d'Ampezzo, maar afgelast vanwege de Tweede Wereldoorlog | Toegekend aan Cortina d'Ampezzo, maar afgelast vanwege de Tweede Wereldoorlog | Toegekend aan Cortina d'Ampezzo, maar afgelast vanwege de Tweede Wereldoorlog | Toegekend aan Cortina d'Ampezzo, maar afgelast vanwege de Tweede Wereldoorlog | Toegekend aan Cortina d'Ampezzo, maar afgelast vanwege de Tweede Wereldoorlog | Toegekend aan Cortina d'Ampezzo, maar afgelast vanwege de Tweede Wereldoorlog | Toegekend aan Cortina d'Ampezzo, maar afgelast vanwege de Tweede Wereldoorlog | Toegekend aan Cortina d'Ampezzo, maar afgelast vanwege de Tweede Wereldoorlog |
| -      | 1940 | Toegekend aan Sapporo, maar afgelast vanwege de Tweede Wereldoorlog           | Toegekend aan Sapporo, maar afgelast vanwege de Tweede Wereldoorlog           | Toegekend aan Sapporo, maar afgelast vanwege de Tweede Wereldoorlog           | Toegekend aan Sapporo, maar afgelast vanwege de Tweede Wereldoorlog           | Toegekend aan Sapporo, maar afgelast vanwege de Tweede Wereldoorlog           | Toegekend aan Sapporo, maar afgelast vanwege de Tweede Wereldoorlog           | Toegekend aan Sapporo, maar afgelast vanwege de Tweede Wereldoorlog           | Toegekend aan Sapporo, maar afgelast vanwege de Tweede Wereldoorlog           | Toegekend aan Sapporo, maar afgelast vanwege de Tweede Wereldoorlog           | Toegekend aan Sapporo, maar afgelast vanwege de Tweede Wereldoorlog           |
| IV     | 1936 | Garmisch-Partenkirchen, Duitsland                                             | Garmisch-Partenkirchen                                                        | Große Olympiaschanze                                                          | 16 februari                                                                   | 14                                                                            | 48                                                                            | 48                                                                            | –                                                                             | 1                                                                             | Noorwegen                                                                     |
| III    | 1932 | Lake Placid, Verenigde Staten                                                 | Lake Placid                                                                   | Intervale Hill                                                                | 12 februari                                                                   | 10                                                                            | 34                                                                            | 34                                                                            | –                                                                             | 1                                                                             | Noorwegen                                                                     |
| II     | 1928 | Sankt Moritz, Zwitserland                                                     | Sankt Moritz                                                                  | Olympiaschanze                                                                | 18 februari                                                                   | 13                                                                            | 39                                                                            | 39                                                                            | –                                                                             | 1                                                                             | Noorwegen                                                                     |
| I      | 1924 | Chamonix-Mont-Blanc, Frankrijk                                                | Chamonix-Mont-Blanc                                                           | Le Mont                                                                       | 4 februari                                                                    | 9                                                                             | 27                                                                            | 27                                                                            | –                                                                             | 1                                                                             | Noorwegen                                                                     |

## Onderdelen
| Onderdeel | Onderdeel       | 24 | 28 | 32 | 36 | 48 | 52 | 56 | 60 | 64 | 68 | 72 | 76 | 80 | 84 | 88 | 92 | 94 | 98 | 02 | 06 | 10 | 14 | 18 | 22 | 26 | Totaal |
| --------- | --------------- | -- | -- | -- | -- | -- | -- | -- | -- | -- | -- | -- | -- | -- | -- | -- | -- | -- | -- | -- | -- | -- | -- | -- | -- | -- | ------ |
| Mannen    | Normale schans  | •  | •  | •  | •  | •  | •  | •  | •  | •  | •  | •  | •  | •  | •  | •  | •  | •  | •  | •  | •  | •  | •  | •  | •  | •  | 25     |
| Mannen    | Grote schans    |    |    |    |    |    |    |    |    | •  | •  | •  | •  | •  | •  | •  | •  | •  | •  | •  | •  | •  | •  | •  | •  | •  | 17     |
| Mannen    | Landenwedstrijd |    |    |    |    |    |    |    |    |    |    |    |    |    |    | •  | •  | •  | •  | •  | •  | •  | •  | •  | •  | •  | 11     |
|           |                 |    |    |    |    |    |    |    |    |    |    |    |    |    |    |    |    |    |    |    |    |    |    |    |    |    |        |
| Vrouwen   | Normale schans  |    |    |    |    |    |    |    |    |    |    |    |    |    |    |    |    |    |    |    |    |    | •  | •  | •  | •  | 4      |
| Vrouwen   | Grote schans    |    |    |    |    |    |    |    |    |    |    |    |    |    |    |    |    |    |    |    |    |    |    |    |    | •  | 1      |
|           |                 |    |    |    |    |    |    |    |    |    |    |    |    |    |    |    |    |    |    |    |    |    |    |    |    |    |        |
| Gemengd   | Landenwedstrijd |    |    |    |    |    |    |    |    |    |    |    |    |    |    |    |    |    |    |    |    |    |    |    | •  | •  | 21     |
| Totaal    | Totaal          | 1  | 1  | 1  | 1  | 1  | 1  | 1  | 1  | 2  | 2  | 2  | 2  | 2  | 2  | 3  | 3  | 3  | 3  | 3  | 3  | 3  | 4  | 4  | 5  | 6  | 60     |

## Medaillewinnaars
Succesvolste olympiërs
Vijf schansspringers staan in de lijst van 'succesvolste olympiërs'. Zij wonnen ten minste drie gouden medailles bij het schansspringen. 
| P                                                       | Olympiër           | Land    | Editie(s)  | Goud | Zilver | Brons | T | Onderdeel                                                                     |
| ------------------------------------------------------- | ------------------ | ------- | ---------- | ---- | ------ | ----- | - | ----------------------------------------------------------------------------- |
| 1                                                       | Matti Nykänen      | FIN     | 1984-1988  | 4    | 1      | 0     | 5 | normale schans (2), grote schans (2), team (1)                                |
| 2                                                       | Simon Ammann       | SUI     | 2002, 2010 | 4    | 0      | 0     | 4 | normale schans (2), grote schans (2)                                          |
| 3                                                       | Jens Weißflog      | GDR GER | 1984, 1994 | 3    | 1      | 0     | 4 | normale schans (1), grote schans (2), team (1)                                |
| 3                                                       | Thomas Morgenstern | AUT     | 2006-2014  | 3    | 1      | 0     | 4 | grote schans (1), team (3)                                                    |
| 5                                                       | Kamil Stoch        | POL     | 2014-2018  | 3    | 0      | 1     | 4 | normale schans (1), grote schans (2), team (1)                                |
| Overigen met ten minste twee gouden medailles in totaal |                    |         |            |      |        |       |   |                                                                               |
| 6                                                       | Andreas Wellinger  | GER     | 2014-2018  | 2    | 2      | 0     | 4 | normale schans (1), grote schans (1), team (2)                                |
| 7                                                       | Birger Ruud        | NOR     | 1932-1948  | 2    | 1      | 0     | 3 | normale schans (3) (won als enige 3 medailles individueel op dezelfde schans) |
| 7                                                       | Kazuyoshi Funaki   | JPN     | 1998       | 2    | 1      | 0     | 3 | normale schans (1), grote schans (1), team (1)                                |
| 7                                                       | Andreas Kofler     | AUT     | 2006-2010  | 2    | 1      | 0     | 3 | grote schans (1), team (2)                                                    |
| 10                                                      | Urša Bogataj       | SLO     | 2022-2022  | 2    | 0      | 0     | 2 | normale schans (1), gemengd team (1)                                          |

Meervoudige medaillewinnaars
De medaillewinnaars met ten minste vier medailles in totaal.
| Olympiër              | Land | Editie(s)  | T | Goud | Zilver | Brons | Onderdeel                                                        |
| --------------------- | ---- | ---------- | - | ---- | ------ | ----- | ---------------------------------------------------------------- |
| Peter Prevc           | SLO  | 2014-2022  | 4 | 1    | 2      | 1     | normale schans (1), grote schans (1), team (1), gemengd team (1) |
| Gregor Schlierenzauer | AUT  | 2010-2014  | 4 | 1    | 1      | 2     | normale schans (1), grote schans (1), team (2)                   |
| Martin Höllwarth      | AUT  | 1992, 1998 | 4 | 0    | 3      | 1     | normale schans (1), grote schans (1), team (2)                   |
| Matti Hautamäki       | FIN  | 2002-2006  | 4 | 0    | 3      | 1     | normale schans (1), grote schans (1), team (2)                   |
| Adam Małysz           | POL  | 2002, 2010 | 4 | 0    | 3      | 1     | normale schans (2), grote schans (2)                             |

## Medaillespiegel
Tot en met de Olympische Winterspelen van 2022.
| Plaats | Land               | NOC    | Goud | Zilver | Brons | Totaal |
| ------ | ------------------ | ------ | ---- | ------ | ----- | ------ |
| 1      | Noorwegen          | NOR    | 12   | 10     | 14    | 36     |
| 2      | Finland            | FIN    | 10   | 8      | 4     | 22     |
| 3      | Oostenrijk         | AUT    | 7    | 10     | 10    | 27     |
| 4      | Duitsland          | GER    | 6    | 7      | 3     | 16     |
| 5      | Japan              | JPN    | 4    | 6      | 4     | 14     |
| 6      | Polen              | POL    | 4    | 3      | 3     | 10     |
| 7      | Zwitserland        | SUI    | 4    | 1      | 0     | 5      |
| 8      | DDR                | GDR    | 2    | 3      | 2     | 7      |
| 9      | Slovenië           | SLO    | 2    | 2      | 3     | 7      |
| 10     | Tsjecho-Slowakije  | TCH    | 1    | 2      | 4     | 7      |
| 11     | Duits eenheidsteam | EUA    | 1    | 0      | 1     | 2      |
| 12     | Sovjet-Unie        | URS    | 1    | 0      | 0     | 1      |
| 13     | Zweden             | SWE    | 0    | 1      | 1     | 2      |
| 13     | Joegoslavië        | YUG    | 0    | 1      | 1     | 2      |
| 15     | Russische ploeg    | ROC    | 0    | 1      | 0     | 1      |
| 16     | Canada             | CAN    | 0    | 0      | 1     | 1      |
| 16     | Frankrijk          | FRA    | 0    | 0      | 1     | 1      |
| 16     | Verenigde Staten   | USA    | 0    | 0      | 1     | 1      |
| Totaal | Totaal             | Totaal | 54   | 55     | 53    | 162    |

In 1980 werd er op de normale schans tweemaal zilver uitgereikt en geen brons. 
Chamonix 1924 · 
St. Moritz 1928 · 
Lake Placid 1932 · 
Garmisch-Partenkirchen 1936 · 
St. Moritz 1948 · 
Oslo 1952 · 
Cortina d'Ampezzo 1956 · 
Squaw Valley 1960 · 
Innsbruck 1964 · 
Grenoble 1968 · 
Sapporo 1972 · 
Innsbruck 1976 · 
Lake Placid 1980 · 
Sarajevo 1984 · 
Calgary 1988 · 
Albertville 1992 · 
Lillehammer 1994 · 
Nagano 1998 · 
Salt Lake City 2002 · 
Turijn 2006 · 
Vancouver 2010 · 
Sotsji 2014 · 
Pyeongchang 2018 · 
Peking 2022 
Lijst van olympische medaillewinnaars
Olympische Zomerspelen
Olympische Winterspelen
Gerelateerd
Olympische Jeugdspelen · Paralympische Spelen · Deaflympische Spelen · Special Olympic World Games
IOC · COA · BOIC · NOC*NSF · NAOC · SOC